# Gymnelia xanthogastra
Gymnelia xanthogastra là một loài bướm đêm thuộc phân họ Arctiinae, họ Erebidae.